# 達倫·薛拉維
達倫·馬建·薛拉維（英語：Darren Majian Shahlavi，1972年8月5日—2015年1月14日），又譯為達倫·沙赫拉維，生於英國柴郡斯托克波特，動作、特技演員、武術家、編舞家、替身演員、製片人助理，曾演出《太極2英雄崛起》（1996年）、《葉問2》（2010年）等影劇。

## 生平
其父母是伊朗移民。薛拉維在英國出生長大，從7歲開始學習柔道，14歲開始學習松濤流空手道。受到李小龍及成龍電影的影響，自幼希望成為動作明星。為了追求自己的電影事業，在1989年結識甄子丹並向他學習武術，並在1990年代中期移居香港，在袁和平的電影中演出。
2015年1月14日，達倫·薛拉維在睡梦中去世，享年42歲，死因為心臟動脈硬化症。

## 作品列表

### 電影
- The Turbulent Affair (1991年)。
- Hero's Blood (1991年)。
- Guns & Roses (1993年)。
- 人皮燈籠 (1993年) 飾演Baggio。
- 太極張三豐 (1993年)。
- 致命目標（英语：Deadly Target） (1994年)。
- Angel on Fire (1995年)。
- Only the Strong Survive (1995年)。
- 百變星君 (1995年) 飾演保鏢。
- 天使保鏢（英语：Les Anges gardiens） (1995年) 飾演Gangster 2。
- 太極2英雄崛起 (1996年) 飾演史密斯。
- 終極絞人環（英语：Bloodmoon） (1997年) 飾演殺手。
- Techno Warriors (1998年) 飾演Twister。
- Lethal Combat (1999年) 飾演Twister。
- Hostile Environment (1999年) 飾演Rocky。
- G.O.D. (2001) 飾演Hitman No. 3。
- Le6ion of the Dead (2001年) 飾演彼得。
- Xtreme Warriors (2001年)。
- 金牌間諜（英语：I Spy (2002 film)） (2002年) 飾演塞德里克·米爾斯。
- Sometimes a Hero (2003年) 飾演魯斯·福圖斯。
- 恐怖極限（英语：Beyond the Limits (film)） (2003年) 飾演丹尼斯。
- Jiminy Glick in Lalawood（英语：Jiminy Glick in Lalawood） (2004年) 飾演約翰尼·斯坦帕納托。
- Summer Storm (2004年) 飾演Jimmy Ward。
- 孤膽義俠（英语：Alone in the Dark (2005 film)） (2005年) 飾演約翰·狄龍。
- 吸血萊恩 (2005年) 飾演牧師。
- 撕裂人 (2006年) 飾演布倫達的丈夫。
- 300壯士：斯巴達的逆襲 (2006年) 飾演波斯人。
- 末日危城：王者之役(2007年) 飾演Gatekeeper。
- 外星人特工（英语：Alien Agent） (2007年)飾演凱勒。
- 守護者 (2009年) 飾演NY SWAT。
- 葉問2 (2010年) 飾演泰勒·“龍捲風”·米勒斯。
- 天罡星下凡（英语：Born to Raise Hell (film)） (2010年) 飾演Costel。
- 血紅帽 (2011年) 飾演Saber Man。
- 特遣部隊（英语：Tactical Force） (2011年) 飾演Storato。
- 致命速遞（英语：The Package (2013 film)） (2013年) 飾演Devon。
- 海陸悍將3（英语：The Marine 3: Homefront） (2013年) 飾演Cazel。
- 血肉之軀 (2015年) 飾演德雷克（Drake）。
- 明日世界 (2015年) 飾演堅韌的守衛。
- 唯我獨尊：復仇 (2016) 飾演艾瑞克·史隆。

### 電視劇
- 迴光報告 (2004年) 飾演卡里姆。
- 倖存者俱樂部（英语：The Survivors Club (film)） (2004年) 飾演Eddie Como。
- 第六感尋人（英语：Missing (Canadian TV series)） (2005年) 續集集中作為情報官員。
- 聖杯傳說 (2006) 飾演切斯特。
- 獵魔特攻隊 (2007年) 飾演達什·阿里爾。
- 生化女戰士（英语：Bionic Woman (2007 TV series)） (2007年)續集中飾演彎刀。
- 情報（英语：Intelligence (Canadian TV series)） (2007年) 飾演薛拉維(自己，2集)。
- 異形庇護所(2007年–2009年)續集中飾演Ennis Camden和Jason。
- 超人首部曲 (2009年) 續集中飾演墨西哥暴徒。
- 替身標靶(2010年) 飾演人類目標埃拉迪奧·洛佩茲。
- 金屬編年史（英语：Metal Hurlant Chronicles） (2011年) 續集中飾演亞當。
- 真人快打：遺產（英语：Mortal Kombat: Legacy） (2011年) 飾演卡諾。
- Aladdin and the Death Lamp (2012年) 飾演Aladdin。
- 真正的正義（英语：True Justice） (2012年) 飾演Bohan Popovich (3集)。
- 綠箭俠 (2012年)續集中飾演康斯坦丁·德拉肯（英语：Constantine Drakon）。
- 極北之戰（英语：Borealis (2013 film)） (2013年) 飾演Sergei。
- Big Thunder (2013年) 飾演Clyde。
- High Moon (2014年) 飾演Indian Assassin。

### 遊戲視頻
- 榮譽勳章 (2010年)作為一級幹員。

### 特技工作
- The Turbulent Affair (1991年)。
- Hero's Blood (1991年)。
- Angel on Fire (1995年)。
- 恐怖極限（英语：Beyond the Limits (film)） (2003年) 擔任特技協調員。
- Sometimes a Hero (2003年) 擔任特技協調員。
- 超世紀戰警 (2004年) 飾演科魯姆·費奧瑞的替身。
- 刀鋒戰士3 (2004年)。
- 300壯士：斯巴達的逆襲 (2006年)作為實用特技。
- 博物館驚魂夜 (2006年) 飾演羅馬特技演員。
- 末日危城：王者之役 (2007年) 飾演雷·李歐塔的替身。
- 恐怖份子樂園 (2007年) 擔任特技演員。
- 博物館驚魂夜2 (2009年) 飾演羅馬百夫長特技演員。
- 五路追殺令2（英语：Smokin' Aces 2: Assassins' Ball） (2010年)。
- 索命條碼 (2010年)。
- 別惹陌生人（英语：The Stranger (2010 film)） (2010年) 續集擔任特技演員。
- 不可能的任務：鬼影行動 (2011年)。

### 其他
- Guns & Roses (1993年) 擔任製片人助理。
- Hostile Environment (1999年) 在自己的場景中擔任打鬥編舞。
- Le6ion of the Dead (2001年) 擔任打鬥編舞。
- 特種兵喬：眼鏡蛇的崛起（英语：G.I. Joe: The Rise of Cobra (video game)） (2009年)擔任動作捕捉演員。
- 闇龍紀元：序章 (2009年) 電玩遊戲，擔任動作捕捉演員。
- EA體育綜合格鬥（英语：EA Sports MMA） (2010年)電玩遊戲，擔任動作捕捉演員。